# Smålsön
Smålsön est une île de l’archipel de Luleå en Suède,,.

## Présentation
L'île est située au sud-est de Degerön et au sud-ouest de Brändöskär. 
L'île n'a pas de liaison maritime permanente.
L'île est utilisée, entre autres, pour les kayaks et les bateaux de plaisance.
La zone possède plus de deux kilomètres de plage de sable à l'ouest et au nord-ouest.
À l'intérieur de l'île il y a une pinède.
La zone est inexploitée. L'eau autour de Smålsön présente un intérêt national pour la pêche commerciale selon l'évaluation du conseil du comté  de Norrbotten.
La zone est un site de loisirs important pour le public. La protection des plages a été étendue sur le site depuis longtemps.